# Cracauer Wasserfall

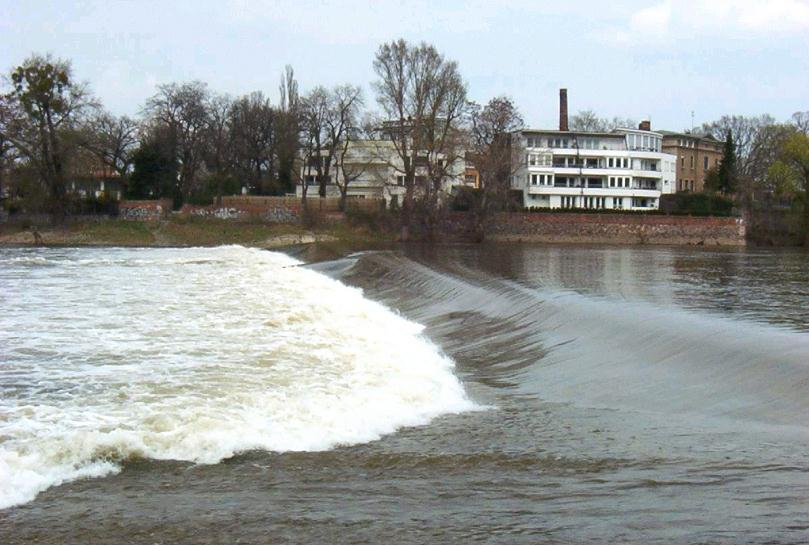
Cracauer Wasserfall bei hohem Pegelstand

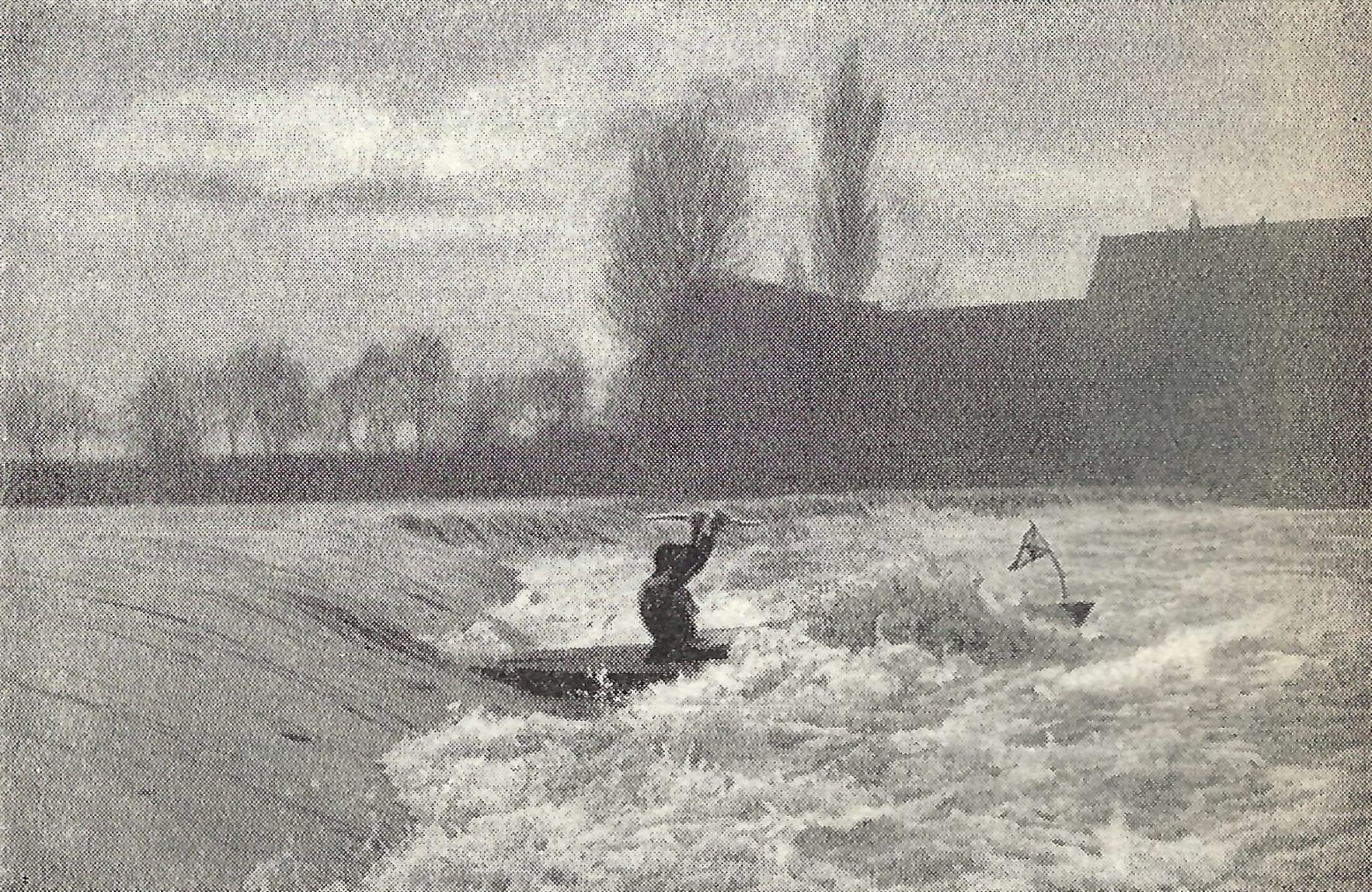
Wassersport am Cracauer Wasserfall in den 1920er Jahren

Der Cracauer Wasserfall, auch Cracauer Wehr, ist ein Überfallwehr in der Alten Elbe im Magdeburger Stadtteil Cracau.

## Bauwerk
Das Wehr sperrt bei niedrigen Wasserständen den Durchfluss durch die rechts (östlich) des
Großen Werders fließende Alte Elbe vollständig und bei mittleren Wasserständen teilweise. Damit wird die durch die Stromelbe auf der anderen Seite der Insel und vor der Altstadt fließende Wassermenge erhöht.
Das feststehende Wehr besteht aus einer Betonmauer mit beidseitiger Böschung. Die Kronenlänge beträgt 130 Meter, die Kronenbreite 0,6 Meter. Die Oberkante des Wehres liegt bei 43,17 m ü. NN. In der Mitte des Wehres befindet sich eine 10,5 Meter breite Öffnung, ein Niedrigwassergerinne, das ab einem Pegelstand am Pegel Strombrücke Magdeburg von 100 Zentimeter vom Wasser der Elbe durchströmt wird. Maximal strömen 10 m³/s Wasser durch das Niedrigwassergerinne, bevor das Wehr ab einem Pegelstand von etwa 180 Zentimeter in voller Breite überströmt wird.
Das Wehr trägt aber auch durch die Veränderung der Fließgeschwindigkeit dazu bei, dass sich in der Alten Elbe Sandablagerungen bilden, die die Zufahrt zu den Bootshäusern dort behindern.

## Geschichte des Wehres
Die Elbe veränderte im Bereich Magdeburg mehrfach ihren Verlauf. Vom 11. Jahrhundert an bis zum 16. Jahrhundert war die heutige Stromelbe die "Kleine Elbe", die heutige Alte Elbe die "Große Elbe" und die heutige "Taube Elbe" die Alte Elbe. Ab etwa 1550 wurde die Kleine Elbe als Strom-Elbe bezeichnet. Bis zum Bau des ersten Wehres im Zeitraum 1684/86 wurde die Große Elbe als Schifffahrtsweg genutzt.
- 1684/86 wurde ein erstes Überfallwehr („Roste“ oder „Presterscher Sperrdamm“ genannt) am Abzweig der Großen-Elbe aus der Elbe an der Rothehornspitze errichtet. Dadurch wurde die Alte Elbe und die Große Elbe abgesperrt und mehr Wasser der bis dahin seichten Strom-Elbe zugeführt. Die Strom-Elbe wurde ab dann zum ständigen Schifffahrtsweg in Magdeburg. Die Große Elbe wurde in Mittel-Elbe umbenannt. Die Länge des Wehres betrug 375 Meter, im Jahr 1739 auf 390 Meter verlängert. Die Kronenhöhe lag ab 1686 bei 234 cm am Pegel Magdeburg-Strombrücke und wurde ab 1707 auf 310 cm erhöht.
- 1789/90 wurde nach einer Beschädigung beim Frühjahrshochwasser 1789 das erste Wehr durch einen neuen Sperrdamm („Presterscher Sperrdamm“) mit einer Länge von 550 Meter und einer Höhe entsprechend 290 cm am Pegel Magdeburg-Strombrücke etwa 200 m unterhalb des ersten Wehres ersetzt.
- Im November 1806 sprengten französische Truppen das Wehr auf einer Länge von 50 m. Dadurch konnte das Wasser der Elbe wieder bei allen Wasserständen in die Alte-Elbe fließen, auch bei außergewöhnlichen Niedrigwasserständen.
- 1816/17 wurde das Wehr wieder hergestellt („Prestersches Richtewerk“) Die Überlaufkrone des Wehres lag wieder bei 290 cm Pegel Madeburg-Strombrücke. Die Kronenlänge betrug 372 m und die Kronenbreite 5,5 m. Das reparierte Wehr diente als Schutzbauwerk für den Bau des Cracauer Wehres.
- 1819/20 wurde das „Cracauer Wehr“ am Standort des heutigen Wehres gebaut. Es hatte eine Überlauflänge von 180 m und eine Breite von 15,1 m. Die Kronenhöhe lag anfangs bei 300 cm Pegel Magdeburg und infolge von Sackungen des Wehres ab 1842 bei 230 cm Pegel Magdeburg-Strombrücke.
- 1867/68 wurde das Cracauer Wehr wegen Versackungen der Wehrkrone neu gebaut. Die Wehrlänge betrug jetzt 126 m und die Kronenbreite 2,5 m. Der Überlauf erfolgte bis 1877 bei 163 cm am Pegel Magdeburg-Strombrücke, danach ab 178 cm. Ein Niedrigwassergerinne wurde wie bereits beim ersten Wehr eingebaut, mit 0,47 m Tiefe und 6,5 m Breite, wieder in das Wehr eingebaut, um auch bei unter der Wehrkrone liegenden Wasserständen eine geringe Durchströmung der Alten-Elbe zu ermöglichen.
- 1968/69 erhielt das Wehr seine heute noch existierende Form. Es erfolgte eine Erhöhung der Überfallkrone, um einen Ausgleich zum Wasserspiegelabfall in der Strom-Elbe durch die weiter fortgeschrittene Sohlenerosion zu erreichen und um die Schifffahrtsverhältnisse zu verbessern.

(alle Pegelangaben: bezogen auf die heute festgelegte Höhe des Pegels Magdeburg-Strombrücke)

## Trivia
Bis 1968 existierte am Cracauer Wasserfall eine Wollhandkrabbenfalle.
Der Cracauer Wasserfall war namensgebend für die naheliegende „Brücke am Wasserfall“.
Vor dem Bau der Brücke und während deren Sanierung wurde das Wehr in Niedrigwasserzeiten zum Überqueren der Alten Elbe zwischen Cracau und dem Rotehornpark genutzt. Im Jahr 2017 setzte die Wasserschutzpolizei ein Verbot dieser Nutzung durch.